# Nicholas Bell
Nicholas Bell (Huddersfield, 17 agosto 1958) è un attore britannico.

## Biografia
È cresciuto a Londra dove si è formato presso la Webber Douglas Academy of Dramatic Art.
In seguito ha vissuto in Australia dove si è unito alla Melbourne Theatre Company.
Dal 1990 è sposato con Elspeth Maddocks.

## Filmografia parziale

### Cinema
- Power Rangers - Il film (Mighty Morphin Power Rangers: The Movie), regia di Bryan Spicer (1995)
- Hotel Sorrento, regia di Richard Franklin (1995)
- Shine, regia di Scott Hicks (1996)
- Dark City, regia di Alex Proyas (1998)
- The Dish, regia di Rob Sitch (2000)
- Mission: Impossible 2, regia di John Woo (2000)
- Ned Kelly, regia di Gregor Jordan (2003)
- The Great Raid - Un pugno di eroi (The Great Raid), regia di John Dahl (2005)
- La tela di Carlotta (Charlotte's Web), regia di Gary Winick (2006)
- Opal Dream, regia di Peter Cattaneo (2006)
- Non avere paura del buio (Don't Be Afraid of the Dark), regia di Troy Nixey (2010)
- I, Frankenstein, regia di Stuart Beattie (2014)
- Elvis, regia di Baz Luhrmann (2022)

### Televisione
- Satisfaction – serie TV, 8 episodi (2007-2008)
- Miss Fisher - Delitti e misteri (Miss Fisher's Murder Mysteries) – serie TV, 5 episodi (2012)
- Wanted – serie TV, 10 episodi (2016-2017)
- La biblioteca della magia (The Bureau of Magical Things) – serie TV, 19 episodi (2018-2021)
- Affari segreti di damigelle (Secret Bridesmaids' Business) – miniserie TV, 6 puntate (2019)

## Doppiatori italiani
Nelle versioni in italiano delle opere in cui ha recitato, Nicholas Bell è stato doppiato da:
- Mario Zucca in Power Rangers - Il film
- Luca Biagini in Shine
- Angelo Maggi in Satisfaction
- Marco Mete in Non avere paura del buio
- Massimo Lodolo in Miss Fisher - Delitti e misteri
- Enrico Pallini in I, Frankenstein
- Fabrizio Russotto in Wanted
- Antonio Sanna in La biblioteca della magia
- Luciano Roffi in Elvis